# 微毛杜鹃
微毛杜鹃（学名：Rhododendron primuliflorum var. cephalanthoides）为杜鹃花科杜鹃花属下的一个变种。

## 扩展阅读
- 維基物種上的相關：微毛杜鹃